# La Mirada
La Mirada, fundada en 1960, es una ciudad ubicada en el condado de Los Ángeles en el estado estadounidense de California. En el año 2007 tenía una población de 50,093 habitantes y una densidad poblacional de 2,301.4 personas por km².

## Geografía
La Mirada se encuentra ubicada en las coordenadas 33°54′8″N 118°0′35″O / 33.90222, -118.00972. Según la Oficina del Censo, la ciudad tiene un área total de 20,4 km² (7,9 mi²), de la cual 20,33 km² (7,8 mi²) es tierra y 0,7 km² (0,3 mi²) (0.38%) es agua.

### Localidades adyacentes
El siguiente diagrama muestra a las localidades en un radio de 16 kilómetros (9,9 mi) de La Mirada.

## Demografía
Según la Oficina del Censo en 2007 los ingresos medios por hogar en la localidad eran de $77,952, y los ingresos medios por familia eran $87,037. Los hombres tenían unos ingresos medios de $47,364 frente a los $31,993 para las mujeres. La renta per cápita para la localidad era de $22,404. Alrededor del 5.6% de la población estaban por debajo del umbral de pobreza.

## Educación
El Distrito Escolar Unificado de Norwalk-La Mirada gestiona escuelas públicas.